# Maria Antonia von Bourbon-Sizilien (1814–1898)

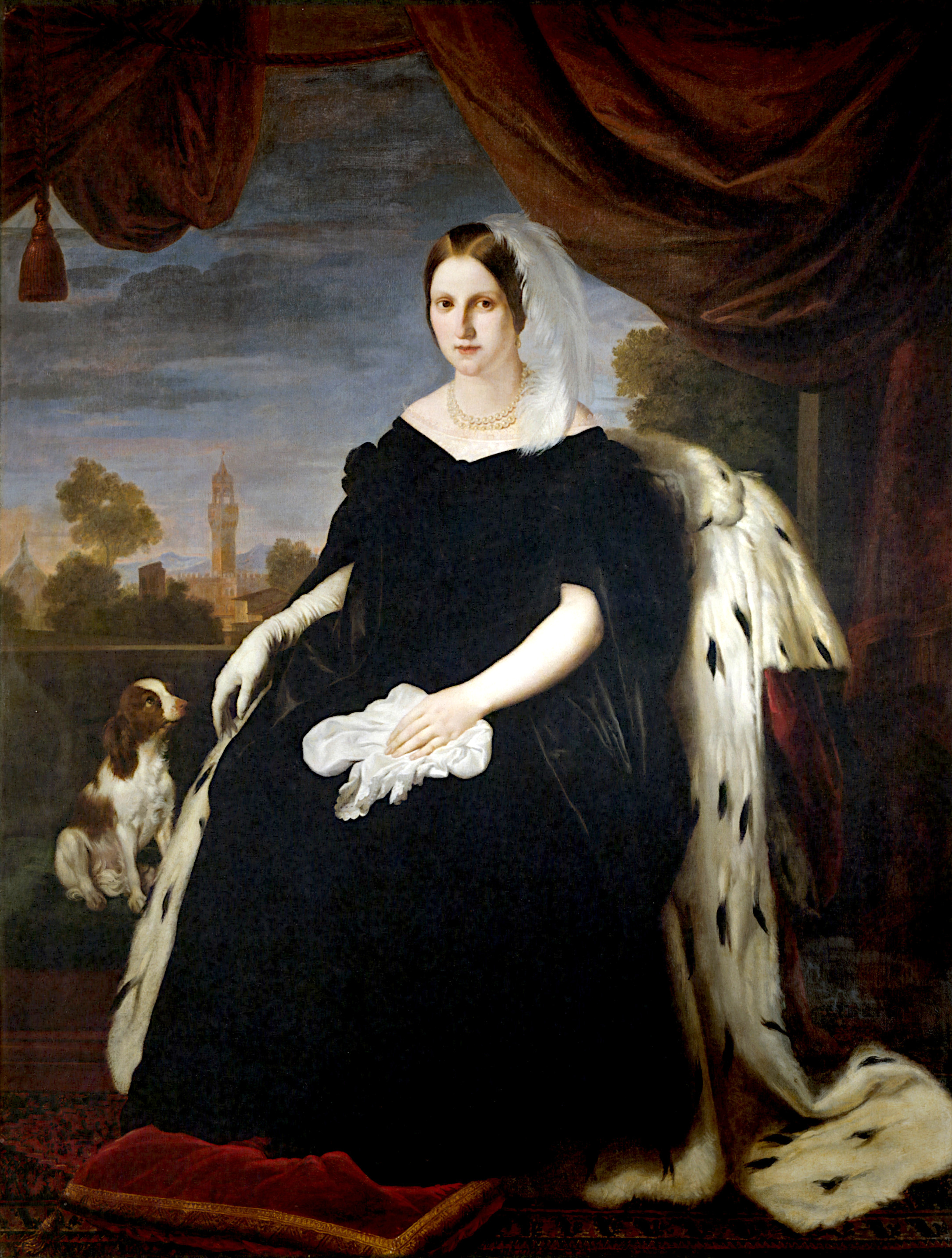
Großherzogin Maria Antonia der Toskana (1836)

Maria Antonia Anna von Bourbon, Prinzessin von Bourbon-Sizilien (* 19. Dezember 1814 in Palermo; † 7. November 1898 in Gmunden) war eine geborene Prinzessin von Bourbon-Sizilien und durch Heirat die letzte Großherzogin der Toskana.

## Leben

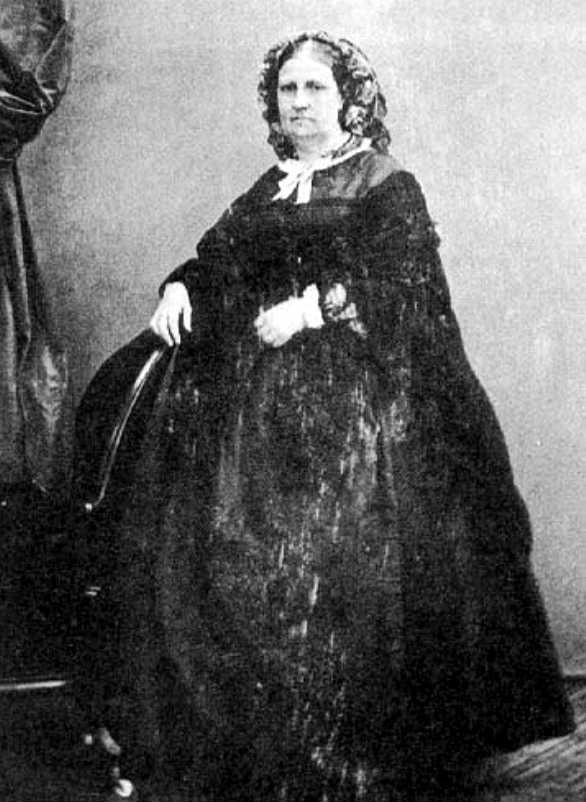
Maria Antonia als Witwe (1880)

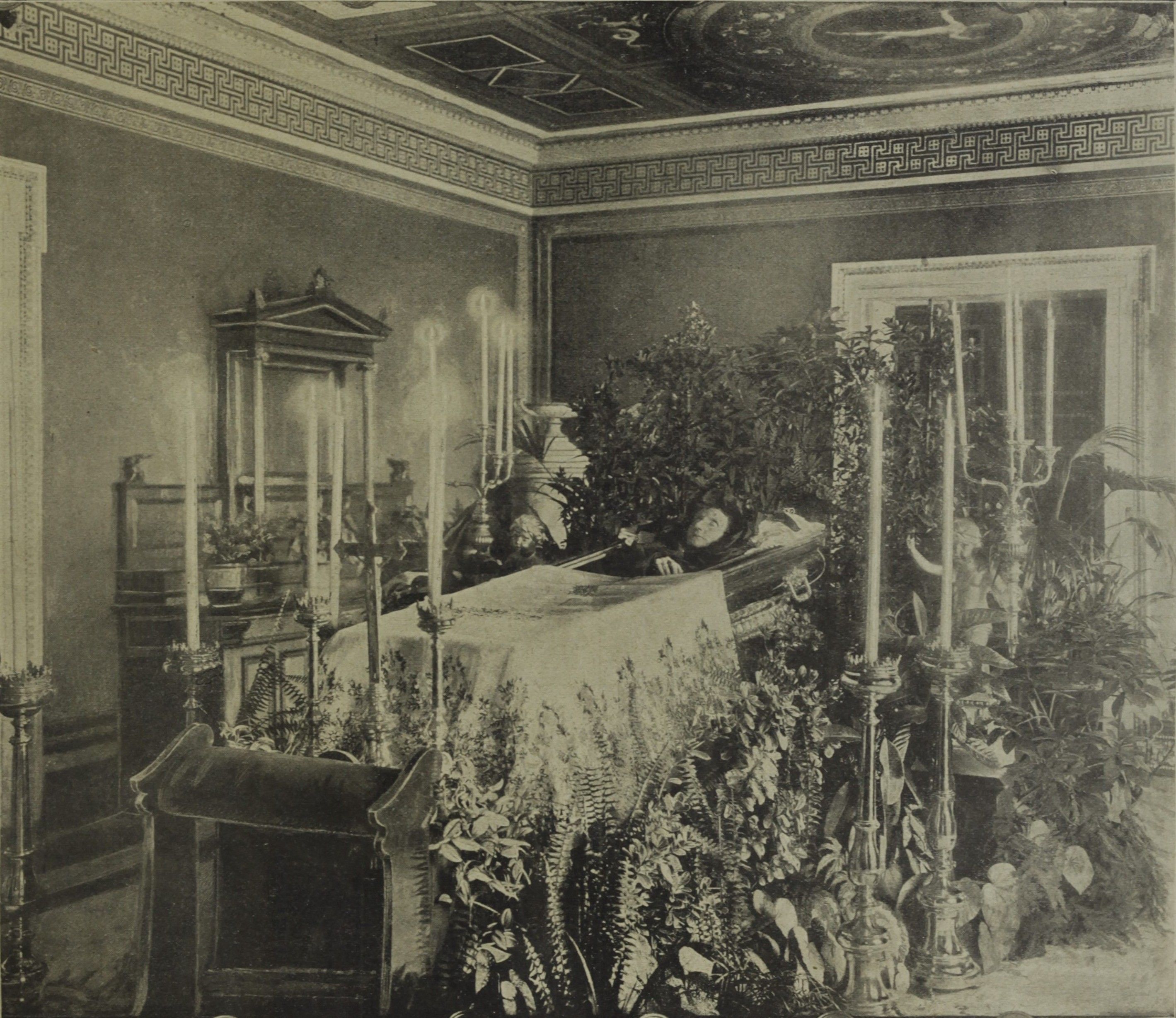
Aufbahrung von Maria Antonia in ihrem Salon auf Schloss Ort

Prinzessin Maria Antonia war eine Tochter von König Franz I. beider Sizilien und der Infantin Maria Isabel von Spanien. 
Sie heiratete am 7. Juni 1833 in Neapel ihren Cousin, den verwitweten Großherzog Leopold II. der Toskana, Sohn von Großherzog Ferdinand III. der Toskana und Prinzessin Luisa Maria von Neapel-Sizilien. Ab etwa 1848/49 konnte sie ihren Gatten auch politisch beeinflussen, wobei sie sich für eine enge Anbindung der Toskana an Österreich aussprach. Ferner lehnte sie Konzessionen an den italienischen Nationalismus ab.
Infolge des Sardinischen Krieges verließ Großherzog Leopold II. mit seiner Familie am 27. April 1859 die Toskana und dankte am 21. Juli zu Gunsten seines Sohns Ferdinand IV. ab. Die großherzogliche Familie ließ sich dann in Österreich nieder. 1860 ersteigerte Leopold die böhmische Kammerherrschaft Brandeis. Nachdem sich die politische Situation in Italien einigermaßen beruhigt hatte, unternahm er im November 1869 gemeinsam mit seiner Gattin eine Reise nach Rom, wo er in der Nacht zum 29. Januar 1870 in den Armen seiner Gattin verstarb.
Nach dem Tod ihres Gatten in Rom zog sich Maria Antonia an den Traunsee zurück und hielt sich meist in Gmunden auf. Sie begab sich jedes Jahr einmal in die Ewige Stadt, wo sie am Sterbensort ihres Gatten betete und dem Papst ihre Aufwartung machte. Als Witwe führte sie keineswegs ein einsames Leben und die rüstige Dame fuhr noch in hohem Alter zu ihrem Sohn Ludwig Salvator, der auf Mallorca lebte. Dass ihr Lieblingssohn Johann Orth seit 1890 als verschollen galt, erschütterte sie und überschattete ihren Lebensabend.
Maria Antonia starb am 7. November 1898 mit 83 Jahren auf Schloss Ort in Gmunden. Beigesetzt wurde sie in der Kapuzinergruft in Wien.

## Nachkommen
Maria Antonia und Großherzog Leopold II. der Toskana hatten zehn Kinder:
- Maria Isabella (* 21. Mai 1834; † 14. Juli 1901), ⚭ Francesco, Graf von Trapani
- Ferdinand IV. (* 10. Juni 1835; † 17. Januar 1908), Großherzog der Toskana (1859–1860)
- Maria Theresia (* 29. Juni 1836; † 5. August 1838)
- Maria Christine (* 5. Februar 1838; † 1. September 1849)
- Karl Salvator (* 30. April 1839; † 18. Januar 1892) ⚭ Maria Immaculata von Bourbon-Sizilien
- Maria Anna (* 9. Juni 1840; † 13. August 1841)
- Rainer (* 1. Mai 1842; † 14. August 1844)
- Maria Luisa (* 31. Oktober 1845; † 27. August 1917) ⚭ 1865, Fürst Karl II. zu Isenburg-Birstein (1838–1899)
- Ludwig Salvator (* 4. August 1847; † 12. Oktober 1915)
- Johann Salvator (ab 1889 Johann Orth, * 25. November 1852; † ?; seit 1890 vermisst, 1911 für tot erklärt)